# Zonsverduisteringen van 1931 t/m 1940
De periode 1931 t/m 1940 bevat 24 zonsverduisteringen. Deze zijn onderverdeeld in de volgende typen:
- 7 totale
- 9 ringvormige
- 0 hybride
- 8 gedeeltelijke

## Overzicht
Onderstaand overzicht bevat alle details van deze zonsverduisteringen.
| Datum        | UTC op Max | Type         | Stijl                     | Saros nr | Magni- tude | Lengte op Max | Regio's in het gehele eclipsgebied                                   | Regio's met het eclipspad                                                        |
| ------------ | ---------- | ------------ | ------------------------- | -------- | ----------- | ------------- | -------------------------------------------------------------------- | -------------------------------------------------------------------------------- |
| 18 apr. 1931 | 00:45:35   | gedeeltelijk |                           | 147      | 0.511       | -             | oostelijk Azië, noordelijk Canada, Groenland                         |                                                                                  |
| 12 sep. 1931 | 04:41:25   | gedeeltelijk | laatste eclips Sarosserie | 114      | 0.047       | -             | Rusland, Alaska                                                      |                                                                                  |
| 11 okt. 1931 | 12:55:40   | gedeeltelijk |                           | 152      | 0.901       | -             | zuidelijk Zuid-Amerika, zuidpoolgebied                               |                                                                                  |
| 7 mrt. 1932  | 07:55:51   | ringvormig   | centraal                  | 119      | 0.928       | 05m19s        | zuidpoolgebied, Australië, zuidelijk Indië                           | zuidpoolgebied, Tasmanië                                                         |
| 31 aug. 1932 | 20:03:41   | totaal       | centraal                  | 124      | 1.026       | 01m45s        | Noord-Amerika, Rusland, Midden-Amerika, noordelijk Zuid-Amerika      | Canada, Verenigde Staten, noordelijke Atlantische Oceaan                         |
| 24 feb. 1933 | 12:46:39   | ringvormig   | centraal                  | 129      | 0.984       | 01m32s        | zuidelijk Zuid-Amerika, Afrika, zuidpoolgebied                       | Chili, Argentinië, Congo, Zaïre, C.A.R., Soedan, Ethiopië, Djibouti, Jemen       |
| 21 aug. 1933 | 05:49:11   | ringvormig   | centraal                  | 134      | 0.980       | 02m04s        | noordoostelijk Afrika, centraal Azië, Indië, Australië               | Midden-Oosten, Iran, Afghanistan, Pakistan, India, Myanmar, Indonesië, Australië |
| 14 feb. 1934 | 00:38:42   | totaal       | centraal                  | 139      | 1.032       | 02m53s        | oostelijk Azië, Australië, Alaska                                    | Maleisië, Indonesië, centrale Grote Oceaan                                       |
| 10 aug. 1934 | 08:37:48   | ringvormig   | centraal                  | 144      | 0.944       | 06m33s        | zuidelijk Afrika, zuidpoolgebied                                     | Angola, Namibië, Botswana, Zimbabwe, Zambia, Mozambique, Zuid-Afrika             |
| 5 jan. 1935  | 05:35:46   | gedeeltelijk | laatste eclips Sarosserie | 111      | 0.001       | -             | zuidelijke Grote Oceaan                                              |                                                                                  |
| 3 feb. 1935  | 16:16:20   | gedeeltelijk |                           | 149      | 0.739       | -             | Noord-Amerika, Midden-Amerika                                        |                                                                                  |
| 30 juni 1935 | 19:59:47   | gedeeltelijk |                           | 116      | 0.338       | -             | Rusland, Canada, Groenland, noordelijk Europa                        |                                                                                  |
| 30 juli 1935 | 09:16:28   | gedeeltelijk |                           | 154      | 0.231       | -             | zuidelijke Atlantische Oceaan, zuidpoolgebied                        |                                                                                  |
| 25 dec. 1935 | 17:59:52   | ringvormig   | centraal                  | 121      | 0.975       | 01m30s        | zuidpoolgebied, zuidelijk Zuid-Amerika                               | zuidpoolgebied                                                                   |
| 19 juni 1936 | 05:20:31   | totaal       | centraal                  | 126      | 1.033       | 02m31s        | Azië, oostelijk Europa, noordelijk Afrika                            | Griekenland, Turkije, Rusland, Japan                                             |
| 13 dec. 1936 | 23:28:12   | ringvormig   | centraal                  | 131      | 0.935       | 07m25s        | Australië, zuidpoolgebied, Nieuw-Zeeland                             | Australië, Nieuw-Zeeland                                                         |
| 8 juni 1937  | 20:41:02   | totaal       | centraal                  | 136      | 1.075       | 07m04s        | zuidelijk Noord-Amerika, Midden-Amerika, noordwestelijk Zuid-Amerika | centrale Grote Oceaan, Peru                                                      |
| 2 dec. 1937  | 23:05:46   | ringvormig   | centraal                  | 141      | 0.918       | 12m00s        | oostelijk Azië, westelijk Noord-Amerika, oostelijk Indië             | centrale Grote Oceaan                                                            |
| 29 mei 1938  | 13:50:19   | totaal       | centraal                  | 146      | 1.055       | 04m05s        | zuidelijk Zuid-Amerika, zuidelijk Afrika                             | zuidelijke Atlantische Oceaan                                                    |
| 21 nov. 1938 | 23:52:26   | gedeeltelijk |                           | 151      | 0.778       | -             | noordoostelijk Azië, noordwestelijk N Amerika                        |                                                                                  |
| 19 apr. 1939 | 16:45:54   | ringvormig   | centraal                  | 118      | 0.973       | 01m49s        | Noord-Amerika, noordelijk Europa, Rusland                            | Alaska, Canada                                                                   |
| 12 okt. 1939 | 20:40:24   | totaal       | centraal                  | 123      | 1.027       | 01m32s        | zuidpoolgebied, Australië, zuidelijk Zuid-Amerika, Nieuw-Zeeland     | zuidpoolgebied                                                                   |
| 7 apr. 1940  | 20:21:21   | ringvormig   | centraal                  | 128      | 0.939       | 07m30s        | Noord-Amerika, Midden-Amerika, noordelijk Zuid-Amerika               | centrale Grote Oceaan, Mexico, Verenigde Staten                                  |
| 1 okt. 1940  | 12:44:06   | totaal       | centraal                  | 133      | 1.064       | 05m35s        | Zuid-Amerika, zuidelijk Afrika                                       | Colombia, Venezuela, Brazilië, Zuid-Afrika                                       |

### Legenda
| Kolomhoofd                         | Uitleg                                                                                                |
| ---------------------------------- | --- |
| Datum                              | Datum op het moment van het maximum van de eclips                                                     |
| UTC op Max                         | Tijd in UTC op het moment van het maximum van de eclips                                               |
| Type                               | Type van de eclips                                                                                    |
| Stijl                              | Binnen een type zijn verschillende stijlen mogelijk                                                   |
| Sarosnr                            | Het nr van de sarosreeks waartoe de eclips behoord                                                    |
| Magnitude                          | Percentage van verduistering van de middellijn van de zon op het moment van het maximum van de eclips |
| Lengte op Max                      | Tijdsduur van de eclips op de plek met het maximum                                                    |
| Regio's in het gehele eclipsgebied | Gebieden waar de eclips of een gedeelte ervan te zien is                                              |
| Landen met het eclipspad           | Landen waar de eclips totaal of ringvormig te zien is                                                 |